# Lučina (Fluss)
Die Lučina (deutsch Lutschina, auch Lucina, Luczina, Holzina, polnisch Łucyna) ist ein  rechter Nebenfluss der Ostrawice in  Tschechien.
Mehr oder weniger entlang des oberen und mittleren Laufs des Flusses verlief die sprachliche Grenze zwischen den lachischen und Teschener Mundarten. Dies spiegelte sich in den Schlesischen Liedern des tschechischen Dichters Petr Bezruč, der für den Namen Lučina an der Stelle des damals meistens benutzten Lucina optierte, sowie des polnischen Dichters aus dem Olsagebiet Wiesław Adam Berger (1926–1998) im Gedicht Most nad Łucyną (Die Brücke über die Łucyna). 1938/39 wurde das Olsagebiet nicht im Rahmen aber in der Folge des Münchner Abkommens von Polen völkerrechtswidrig annektiert und der Fluss wurde damals zur polnischen Grenze von Vojkovice bis Horní Bludovice.

## Verlauf
Die Lučina entspringt in der Gemeinde Dobratice südlich der Siedlung Amerika am Nordhang der Prašivá (843 m) in den Mährisch-Schlesischen Beskiden und fließt in nordnordwestlicher Richtung durch den 1962 in Betrieb genommenen Stausee Žermanice an Havířov vorbei. Im Zuge des Talsperrenbaus wurde mit dem Kanal Morávka-Žermanice ein Zuführungskanal aus der Morávka angelegt, der bei Vojkovice eine größere Wassermenge in den an seinem Oberlauf wasserarmen Bach Lučina einspeist. Unterhalb der Stadt Havířov bildet der Fluss Mäander und wendet sich gen Westen, parallel zur Hauptstraße und Eisenbahnstrecke nach Ostrava. In der Nähe des Stahlwerks Nová huť ändert das Flussbett seinen Lauf in Richtung Nordwest und mündet am Fuße der Schlesisch Ostrauer Burg in Slezská Ostrava nach 25 Kilometern in die Ostrawitza.

## Flussname
Der heutige Name Lučina entstand erst 1956 im Zusammenhang mit der Benennung des infolge des Baus der Talsperre Žermanice neu errichteten Dorfes Lučina. Zuvor wurde der Fluss unterhalb von Šenov als Lucina, an seinem Oberlauf als Ribia bzw. Ribnia und zwischen Domaslavice und Bludovice als Holzina bzw. Holczina bezeichnet.

## Zuflüsse
- Šprochůvka (r)
- Kanal Morávka-Žermanice (l), Vojkovice
- Tošanůvka (r)
- Řepník (l), im Stausee Žermanice
- Říčky (r), bei Žermanice
- Sušanka (r), Havířov
- Venclůvka bzw. Dolní Datyňka (l), gegenüber Šenov
- Datyňka bzw. Horní Datyňka (l), unterhalb Šenov